# آرین ایلیجی
ریچارد آرین ایلیجی (به انگلیسی: Richard Arin Ilejay) (زادهٔ ۱۷ فوریه ۱۹۸۸) درامر اسبق گروه هارد راک اونجد سون فولد است.آرین از سال ۲۰۱۱ در تور های این گروه شرکت کرد و در سال ۲۰۱۳ به طور رسمی عضو این گروه شد. آرین قبل از اونجد سون فولد عضو سابق گروه متال کور کانفید بود.